# Synergy Worldwide
Synergy Worldwide Inc. dále jen „SWW", je výrobcem a prodejcem doplňků stravy a výrobků osobní péče, které jsou distribuovány prostřednictvím multi-level marketingu. Společnost byla založena ve městě Pleasant Grove, ve státě Utah, kde sídlí dodnes.

## Historie
Společnost SWW byla založena v roce 1999 a sídlí v Pleasant Grove v Utahu. Společnost působí v Austrálii, Rakousku, Kanadě, České republice, Dánsku, Finsku, Německu, Hongkongu, Indonésii, Irsku, Itálii, Japonsku, Koreji, Malajsii, Nizozemsku, Norsku, na Filipínách, v Polsku, Singapuru, Španělsku, Švédsku, Tchaj-wanu, Thajsku, Spojeném království a Vietnamu.
Od 31. října 2000 je SWW dceřinou společností Nature's Sunshine Products Inc.
Produkty pro obě společnosti jsou vyráběny ve výrobním a výzkumném zařízení (Hughesovo středisko pro výzkum a inovace) umístěném ve městě Spanish Fork, Utah.
NSP je členem DSA a dodržuje Etický kodex.

### Vedení společnosti
- Dan Higginson, Zakladatel
- Dan Norman, Prezident společnosti
- Bena Magalei, Viceprezident a Generální manažer pro Japonsko
- Miriam Kim, Viceprezident a Generální manažer pro Koreu
- Carmelo D’Anzi, Viceprezident a Generální manažer pro Evropu[4]

### Sponzorství
V roce 2016 společnost SWW sponzorovala švýcarský cyklistický tým IAM Cycling. 

### Charitativní činnost
Od prvopočátku společnost podporuje neziskovou organizaci 5 Star Legacy Foundation.

## Produkty a výroba
Společnost nabízí několik produktů. Potravinové doplňky: Microbiome, ProArgi-9+, Body Prime, e9, PhytoLife, SLMsmart, Mistify. Kosmetickou řadu: Trulūm.
Na vývoji výrobků se v Hughesově středisku pro výzkum a inovace podílí tým zformovaný do vědecké rady, která má čtyři členy: (MUDr. Luis N. Pacheco, Sang Geon Kim, Ph.D., Hani Soudah, M.D., Ph.D., a Dr. Ingrum W. Bankston. V tomto středisku také probíhá klinický výzkum.
Výrobní postupy společnosti SWW jsou v souladu se standardy NSF/ANSI.

## Globální aktivity, události, informace

### Nadace: 5 Star Legacy Foundation
Společnosti SWW podporuje nadaci 5 Star Legacy Foundation. Činností této nadace je podpora zemí a rodin, trpící chudobou. Základní cíle jsou: Zajistit gramotnost dětí od školky po střední školu. Podpořit studium vysoké školy díky stipendiu. Umožnit nezávislost např. díky podpoře podnikání.

### 2020
- 10. únor: Společnost, spolu s Nature's Sunshine Products, prostřednictvím Impact Foundation, a ve spolupráci s místními distributory a zaměstnanci v Číně, darovala 90 500 USD (633 357 RMB) nadaci Shanghai Charity Foundation, na pomoc s léčby koronavíru Wuhan.[13]